# Collegio uninominale Liguria - 02 (Camera dei deputati 2017)
Il collegio elettorale uninominale Liguria - 02 è stato un collegio elettorale uninominale della Repubblica Italiana per l'elezione della Camera tra il 2017 ed il 2022.

## Territorio
Come previsto dalla legge elettorale italiana del 2017, il collegio era stato definito tramite decreto legislativo all'interno della circoscrizione Liguria.
Era formato dal territorio di 56 comuni: Albisola Superiore, Albissola Marina, Altare, Arenzano, Balestrino, Bardineto, Bergeggi, Boissano, Borghetto Santo Spirito, Borgio Verezzi, Bormida, Cairo Montenotte, Calice Ligure, Calizzano, Campo Ligure, Carcare, Celle Ligure, Cengio, Cogoleto, Cosseria, Dego, Finale Ligure, Giustenice, Giusvalla, Loano, Magliolo, Mallare, Masone, Massimino, Mele, Millesimo, Mioglia, Murialdo, Noli, Orco Feglino, Osiglia, Pallare, Piana Crixia, Pietra Ligure, Plodio, Pontinvrea, Quiliano, Rialto, Roccavignale, Rossiglione, Sassello, Savona, Spotorno, Stella, Tiglieto, Toirano, Tovo San Giacomo, Urbe, Vado Ligure, Varazze e Vezzi Portio.
Il collegio era quindi compreso tra la provincia di Savona e la città metropolitana di Genova.
Il collegio era parte del collegio plurinominale Liguria - 01.

## Eletti
| Elezione | Elezione | Deputato     | Partito |
| -------- | -------- | ------------ | ------- |
|          | 2018     | Sara Foscolo | Lega    |

## Dati elettorali

### XVIII legislatura
Come previsto dalla legge elettorale, 232 deputati erano eletti con sistema a maggioranza relativa in altrettanti collegi uninominali a turno unico.
| Candidati              | Candidati              | Voti    | %     | Liste                           | Voti    | %     |
| ---------------------- | ---------------------- | ------- | ----- | ------------------------------- | ------- | ----- |
|                        | Sara Foscolo ✔️ Eletto | 54 785  | 38,03 | Lega                            | 30 844  | 21,41 |
| Forza Italia           | Sara Foscolo ✔️ Eletto | 54 785  | 38,03 | 18 052                          | 12,53   |       |
| Fratelli d'Italia      | Sara Foscolo ✔️ Eletto | 54 785  | 38,03 | 4 801                           | 3,33    |       |
| Noi con l'Italia - UDC | Sara Foscolo ✔️ Eletto | 54 785  | 38,03 | 1 088                           | 0,76    |       |
|                        | Leda Volpi             | 42 293  | 29,35 | Movimento 5 Stelle              | 42 293  | 29,35 |
|                        | Gianluigi Granero      | 35 220  | 24,45 | Partito Democratico             | 29 577  | 20,53 |
| +Europa                | Gianluigi Granero      | 35 220  | 24,45 | 4 436                           | 3,08    |       |
| Italia Europa Insieme  | Gianluigi Granero      | 35 220  | 24,45 | 749                             | 0,52    |       |
| Civica Popolare        | Gianluigi Granero      | 35 220  | 24,45 | 458                             | 0,32    |       |
|                        | Daniela Tedeschi       | 5 792   | 4,02  | Liberi e Uguali                 | 5 792   | 4,02  |
|                        | Giovanni Maramotti     | 1 837   | 1,28  | Potere al Popolo!               | 1 837   | 1,28  |
|                        | Gianni Cerruti         | 1 385   | 0,96  | CasaPound                       | 1 385   | 0,96  |
|                        | Danilo Pichetto        | 969     | 0,67  | Partito Comunista               | 969     | 0,67  |
|                        | Franco Melchiorre      | 582     | 0,40  | Il Popolo della Famiglia        | 582     | 0,40  |
|                        | Giorgio Cavallero      | 392     | 0,27  | Per una Sinistra Rivoluzionaria | 392     | 0,27  |
|                        | Simona Conti           | 363     | 0,25  | Partito Valore Umano            | 363     | 0,25  |
|                        | Saverio Murgia         | 338     | 0,23  | 10 Volte Meglio                 | 338     | 0,23  |
|                        | Carmen Stan            | 119     | 0,08  | PRI - ALA                       | 119     | 0,08  |
| Totale                 | Totale                 | 144 075 | 100   |                                 | 144 075 | 100   |
|                        |                        |         |       |                                 |         |       |
| Voti non validi        | Voti non validi        | 5 165   | 3,46  |                                 |         |       |
| Votanti                | Votanti                | 149 240 | 74,44 |                                 |         |       |
| Elettori               | Elettori               | 200 481 |       |                                 |         |       |